# Crematogaster gabonensis
Crematogaster gabonensis är en myrart som beskrevs av Carlo Emery 1899. Crematogaster gabonensis ingår i släktet Crematogaster och familjen myror.

## Underarter
Arten delas in i följande underarter:
- C. g. fuscitatis
- C. g. gabonensis